# Stari Jankovci
Stari Jankovci es un municipio de Croacia en el condado de Vukovar-Sirmia.

## Geografía
Se encuentra a una altitud de 103 m s. n. m. a 279 km de la capital nacional, Zagreb.

## Demografía
En el censo 2011 el total de población del municipio fue de 4405 habitantes, distribuidos en las siguientes localidades:
- Novi Jankovci - 934
- Orolik - 512
- Slakovci - 958
- Srijemske Laze - 572
- Stari Jankovci - 1 429

| Gráfica de población de Stari Jankovci 1857-2011                    |
|                                                                     |
| Según los censos de población de la oficina estadística de Croacia. |